# ایرج دوستدار
ایرج دوستدار (۳ اسفند ۱۳۰۹ – ۲۶ اسفند ۱۳۷۵) از نخستین گویندگان دوبله در ایران و از سرشناس‌ترین مدیران دوبلاژ بود.
معروفترین شخصیت دوبله شده توسط ایرج دوستدار، جان وین است که وی صداپیشه اصلی این بازیگر نیز بود.

## سال‌های فعالیت
ایرج دوستدار اولین بار در سال ۱۳۲۴ در فیلم مرا ببخش به مدیریت عطا الله زاهد به گویندگی پرداخت. این فیلم اولین فیلم دوبله شده در ایران بود.
ایرج دوستدار از سال ۱۳۲۸ از طریق عموی خود آقای سبحانی، وارد کار تئاتر شد و مدت ۱۲ سال در این رشته فعالیت داشت. به گفته خودش، به اجبار وارد دوبله شد. علت آن هم این بود که در فیلم‌هایی که بازی می‌کردند (در سینما) مجبور بود به جای خود صحبت کند.
فیلم‌هایی که وی بازی کرد عبارت بود از: مراد، خون و شرف، دختری از شیراز و…
دوستدار کار مدیریت دوبلاژ را از سال ۱۳۳۷ در استودیو مولن روژ شروع کرد و تا سال ۱۳۴۷ در سمت مدیر دوبلاژ در آن استودیو مشغول به کار بود.
اولین فیلمی که وی به جای جان وین صحبت کرد فیلم «افسانه گمشدگان» بود. وی در طول مدت کاری خود بیش از هشتصد فیلم دوبله کرد.
وی همیشه از دوبله فیلم‌های «ده فرمان» که خودش به جای «چارلتون هستون» صحبت کرده بود، فرار بزرگ، وایکینگ‌ها، تله، آخرین قطار گان هیل و داستان وست ساید به عنوان به یاد ماندنی‌ترین کارهای خود نام می‌برد.
گویندگی به جای شخصیت پاگنده با بازی باد اسپنسر از دیگر آثار شاخص ایرج دوستدار می‌باشد.
کاووس دوستدار برادر وی بود که او نیز در فیلم‌های بسیاری صدای زیبای خود را به یادگار گذاشت. از مهم‌ترین آن‌ها فیلم هملت است که به جای شخصیت اصلی فیلم گویندگی کرد.

## سبک خلاقانه و طنازی در دوبله
ایرج دوستدار در سبک دوبله ایران دارای نوآوری بود که در دوبله به جملات (پس سری) معروف بود. به این مفهوم که در زمان‌هایی که چهره بازیگر مشخص نبود وی از اصطلاحات ایرانی استفاده می‌کرد؛ یا در بعضی از فیلم‌ها به جای استفاده از اصطلاحاتی که بازیگر استفاده می‌کرد (به‌طور مثال اصطلاح آمریکایی)، وی معادل آن را که در زبان فارسی موجود بود استفاده می‌کرد که باعث جذابیت بیشتر فیلم برای مخاطب ایرانی می‌شد و این صحنه‌ها به‌شکل غریبی با این الفاظ چفت و بست است. اما متأسفانه عده‌ای از افراد " دوبلورها " این سبک کار " ایرج دوستدار " را به نحو بدی در سینما بکار می‌بردند که این امر باعث دلخوری وی بود. ایرج دوستدار در مورد بکار بردن اصطلاحات عامیانه فارسی به‌طور خلاقانه در برخی گویندگی‌های خود گفته‌است: وی (جان وین و برخی بازیگران دیگر مثل باد اسپنسر) در برخی صحنه‌ها به یه عیسی مسیح و مقدسات خود اشاره می‌کند که من هم با عنایت به این حقیقت که کلام توحید به هر زبانی باشد توفیری نداشته و شنیدنی است آن را به عربی و گاه فارسی که دیانت و مذهب ما بر آن استوار است برگردانده ام (مثل لا اله الا ا.. یا استغفر ا..) تا تماشاگر ایرانی حس آن صحنه‌ها را بهتر درک کند.

## بخشی از نقش‌ها
| نقش                  | بازیگر        | نام اثر                      | نکات                                                        |
| -------------------- | ------------- | ---------------------------- | ----------------------------------------------------------- |
| جو                   | جان وین       | افسانه گمشدگان               | اولین فیلمی که ایرج دوستدار به جای جان وین گویندگی کرده‌است. |
| توماس دانسون         | جان وین       | رود سرخ                      |                                                             |
|                      | جان وین       | دختری با روبان زرد           |                                                             |
|                      | جان وین       | جویندگان                     |                                                             |
| کلانتر               | جان وین       | ریو براوو                    |                                                             |
|                      | جان وین       | شن‌های ایوو جیما              |                                                             |
|                      | جان وین       | ریو لوبو                     |                                                             |
| سم                   | جان وین       | شمال آلاسکا                  |                                                             |
|                      | جان وین       | مردی که لیبرتی والانس را کشت | دوبله اول                                                   |
|                      | جان وین       | هندو                         |                                                             |
| جکسون                | جان وین       | دلیجان آتش                   |                                                             |
| جیک                  | جان وین       | کومانچروها                   |                                                             |
| مک لین تاک           | جان وین       | مک لین تاک                   |                                                             |
|                      | جان وین       | آلامو                        |                                                             |
|                      | جان وین       | پسران کتی الدر               |                                                             |
|                      | جان وین       | طولانیترین روز               |                                                             |
| کلانتر               | جان وین       | شهامت واقعی (جوانمرد)        |                                                             |
|                      | جان وین       | برانیگان                     |                                                             |
|                      | جان وین       | تیرانداز                     |                                                             |
| کمیسر ریتزو (پاگنده) | باد اسپنسر    | پاگنده                       |                                                             |
| پاگنده               | باد اسپنسر    | پاگنده به هنگ کنگ می‌رود      |                                                             |
|                      | باد اسپنسر    | این گروه مرگبار              |                                                             |
|                      | باد اسپنسر    | به من میگن ترینیتی           | دوبله اول                                                   |
|                      | باد اسپنسر    | حتی فرشتگان هم لوبیا می‌خورند |                                                             |
|                      | باد اسپنسر    | اگه خدا ببخشه من نمی‌بخشم     |                                                             |
|                      | باد اسپنسر    | تمام راه، بچه‌ها              |                                                             |
|                      | باد اسپنسر    | ارتش ۸ نفره                  |                                                             |
|                      | باد اسپنسر    | پرواز به میامی               |                                                             |
|                      | باد اسپنسر    | به من میگن بولدوزر           |                                                             |
|                      | باد اسپنسر    | دزد دریایی سرخ‌پوش            |                                                             |
| موسی (پیامبر)        | چارلتون هستون | ده فرمان                     |                                                             |
|                      | لی جی کاب     | چگونه غرب تسخیر شد           |                                                             |
|                      | برایان کیت    | نوادا اسمیت                  |                                                             |
| جاناتان راد          | رابرت میچم    | پنج ورق سرنوشت               |                                                             |
|                      | رابت میچم     | خشم خدا                      |                                                             |
|                      | ویتوریو دسیکا | ماجرای مونت کارلو            | اولین مدیریت دوبلاژ                                         |
|                      | ادی کنستانتین |                              | مجموعه فیلم‌های کمدی                                         |

### مدیریت دوبلاژ
| نام فیلم                                                                                       | سال  | نکات |
| ---------------------------------------------------------------------------------------------- | ---- | --- |
| ماجرای مونت کارلو                                                                              |      | اولین فعالیت به عنوان مدیر دوبلاژ در سال ۱۳۳۷ |
| دیکتاتور بزرگ                                                                                  | ۱۹۴۰ | دوبله اول با گویندگی مجید محسنی به‌جای چارلی چاپلین و مهین معاون‌زاده به‌جای پائولت گودارد در استودیو مولن‌روژ |
| رودخانهٔ سرخ                                                                                    | ۱۹۴۸ | با گویندگی خودش به‌جای جان وین، کاووس دوستدار به‌جای مونتگومری کلیفت، عزت‌الله مقبلی به‌جای والتر برنان، ایران بزرگمهر به‌جای جوآن درو در استودیو مولن‌روژ |
| سامسون و دلیله                                                                                 | ۱۹۴۹ | دوبله اول با گویندگی مهین دیهیم به‌جای هدی لامار، خودش به‌جای ویکتور ماتیور و منوچهر نوذری به‌جای جرج سندرز در استودیو مولن‌روژ |
| شن‌های آیو جیما                                                                                 | ۱۹۴۹ | با گویندگی خودش به‌جای جان وین |
| او یک روبان زرد بست (در ایران: دختری با روبان زرد)                                             | ۱۹۴۹ | با گویندگی خودش به‌جای جان وین، ژاله کاظمی به‌جای جوآن درو، کاووس دوستدار به‌جای جان آگار، ناصر طهماسب به‌جای بن جانسون در استودیو مولن‌روژ |
| ریو گرانده                                                                                     | ۱۹۵۰ | با گویندگی خودش به‌جای جان وین و فهیمه راستکار به‌جای مورین اوهارا |
| مرد آرام                                                                                       | ۱۹۵۲ | دوبله اول با گویندگی خودش به‌جای جان وین، فهیمه راستکار به‌جای مورین اوهارا و عزت‌الله مقبلی به‌جای بری فیتزجرالد در استودیو مولن‌روژ |
| شین                                                                                            | ۱۹۵۳ | دوبله اول با گویندگی عبدالله بوتیمار به‌جای آلن لد، فهیمه راستکار به‌جای جین آرتور، خودش به‌جای وان هفلین و جلال مقامی به‌جای جک پالانس در استودیو مولن‌روژ |
| کمانداران                                                                                      | ۱۹۵۳ | با گویندگی عبدالله بوتیمار به‌جای جک پالانس و فهیمه راستکار به‌جای کتی جورادو |
| وسوسهٔ دل‌انگیز                                                                                  | ۱۹۵۴ | با گویندگی نصرت‌الله حمیدی به‌جای راک هادسن و مهین بزرگی به‌جای جین وایمن در استودیو پلازا |
| دیمیتریس و گلادیاتورها                                                                         | ۱۹۵۴ | با گویندگی فهیمه راستکار به‌جای سوزان هیوارد در استودیو مولن‌روژ |
| دستگیری یک دزد (در ایران: گربه سیاه)                                                           | ۱۹۵۵ | دوبله دوم با گویندگی نصرت‌الله حمیدی به‌جای کری گرانت و رفعت هاشم‌پور به‌جای گریس کلی در استودیو مولن‌روژ |
| بندباز                                                                                         | ۱۹۵۶ | دوبله اول با گویندگی چنگیز جلیلوند به‌جای برت لنکستر، کاووس دوستدار به‌جای تونی کرتیس، رفعت هاشم‌پور به‌جای جینا لولوبریجیدا در استودیو مولن‌روژ |
| ده فرمان                                                                                       | ۱۹۵۶ | دوبله اول با گویندگی خودش به‌جای چارلتون هستون، منوچهر اسماعیلی به‌جای یول برینر، فهیمه راستکار به‌جای آن بکستر، عزت‌الله مقبلی به‌جای ادوارد جی. رابینسون، رفعت هاشم‌پور به‌جای ایوان دکارلو، جهانتاب ترابی به‌جای دبرا پاجت، کاووس دوستدار به‌جای جان درک، عبدالله بوتیمار به‌جای سدریک هاردویک، آذر دانشی به‌جای نینا فوش، فهیمه راستکار به‌جای مارتا اسکات، سوسن مهاجر به‌جای جودیت اندرسون و جلال مقامی به‌جای وینسنت پرایس در استودیو مولن‌روژ |
| ده فرمان                                                                                       | ۱۹۵۶ | دوبله دوم با گویندگی خودش به‌جای چارلتون هستون، چنگیز جلیلوند به‌جای یول برینر، ژاله کاظمی به‌جای آن بکستر، عزت‌الله مقبلی به‌جای ادوارد جی. رابینسون، رفعت هاشم‌پور به‌جای ایوان دکارلو، سیما افتخارزاده به‌جای دبرا پاجت، جلال مقامی به‌جای جان درک، احمد رسول‌زاده به‌جای سدریک هاردویک، تاجی احمدی به‌جای نینا فوش، بدری نوراللهی به‌جای مارتا اسکات، آذر دانشی به‌جای جودیت اندرسون و محمد آفرین به‌جای وینسنت پرایس در استودیو دماوند          |
| خون‌بها!                                                                                        | ۱۹۵۶ | با گویندگی منوچهر نوذری به‌جای گلن فورد و فهیمه راستکار به‌جای دانا رید در استودیو مولن‌روژ |
| افسانه گمشدگان                                                                                 | ۱۹۵۷ | دوبله اول با گویندگی خودش به‌جای جان وین، مهین معاون‌زاده به‌جای سوفیا لورن و نصرت‌الله حمیدی به‌جای روسانو براتزی در استودیو مولن‌روژ |
| افسانه گمشدگان                                                                                 | ۱۹۵۷ | دوبله دوم با گویندگی خودش به‌جای جان وین، فهیمه راستکار به‌جای سوفیا لورن و منوچهر اسماعیلی به‌جای روسانو براتزی در استودیو مولن‌روژ |
| خدا می‌داند، آقای الیسون (در ایران: نیروی ایمان)                                                | ۱۹۵۷ | دوبله اول با گویندگی خودش به‌جای رابرت میچام در استودیو مولن‌روژ |
| جدال در او. کِی. کُرال                                                                           | ۱۹۵۷ | دوبله اول با گویندگی منوچهر اسماعیلی به‌جای برت لنکستر، عطاءالله کاملی به‌جای کرک داگلاس، ایران بزرگمهر به‌جای روندا فلمینگ، رفعت هاشم پور به‌جای جو وان فلیت و ایرج رضایی به‌جای جان آیرلند در استودیو مولن‌روژ |
| غرور و شهوت                                                                                    | ۱۹۵۷ | با گویندگی منوچهر نوذری به‌جای کری گرانت، کاووس دوستدار به‌جای فرانک سیناترا و فهیمه راستکار به‌جای سوفیا لورن در استودیو مولن‌روژ |
| سرگیجه                                                                                         | ۱۹۵۸ | دوبله اول با گویندگی منوچهر نوذری به‌جای جیمز استوارت و رفعت هاشم‌پور به‌جای کیم نواک در استودیو مولن‌روژ |
| خانهٔ قایقی                                                                                     | ۱۹۵۸ | با گویندگی منوچهر نوذری به‌جای کری گرانت، ژاله علو به‌جای سوفیا لورن و بدری نوراللهی به‌جای مارتا هایر در استودیو مولن‌روژ |
| ثعلب سیاه                                                                                      | ۱۹۵۸ | با گویندگی ژاله علو به‌جای سوفیا لورن |
| هوس زیر درختان نارون                                                                           | ۱۹۵۸ | با گویندگی ژاله علو به‌جای سوفیا لورن، کاووس دوستدار به‌جای آنتونی پرکینز و خودش به‌جای برل آیوز در استودیو مولن‌روژ |
| نورچشمی معلم (در ایران: لج و لجبازی)                                                           | ۱۹۵۸ | با گویندگی نصرت‌الله حمیدی به‌جای کلارک گیبل و ژاله علو به‌جای دوریس دی در استودیو مولن‌روژ |
| وایکینگ‌ها                                                                                      | ۱۹۵۸ | دوبله اول با گویندگی نصرت‌الله حمیدی به‌جای کرک داگلاس، کاووس دوستدار به‌جای تونی کرتیس، خودش به‌جای ارنست بورگناین و مهین معاون‌زاده به‌جای جنت لی در استودیو مولن‌روژ |
| وایکینگ‌ها                                                                                      | ۱۹۵۸ | دوبله دوم با گویندگی منوچهر اسماعیلی به‌جای کرک داگلاس، کاووس دوستدار به‌جای تونی کرتیس، خودش به‌جای ارنست بورگناین و ژاله کاظمی به‌جای جنت لی در استودیو مولن‌روژ |
| سلاطین پیش می‌روند                                                                              | ۱۹۵۸ | با گویندگی جهانتاب ترابی به‌جای ناتالی وود در استودیو مولن‌روژ |
| طوفان                                                                                          | ۱۹۵۸ | با گویندگی مهین معاون‌زاده به‌جای سیلوانا مانگانو |
| بعضی‌ها داغشو دوست دارن                                                                         | ۱۹۵۹ | با گویندگی فهیمه راستکار به‌جای مرلین مونرو، کاووس دوستدار به‌جای تونی کرتیس و منوچهر نوذری جک لمون در استودیو مولن‌روژ |
| سلیمان و ملکهٔ سبا                                                                              | ۱۹۵۹ | دوبله اول با گویندگی محمود نوربخش به‌جای یول برینر، رفعت هاشم‌پور به‌جای جینا لولوبریجیدا، منوچهر نوذری به‌جای جرج سندرز و آذر دانشی به‌جای ماریسا پاوان در استودیو مولن‌روژ |
| آخرین قطار گان هیل                                                                             | ۱۹۵۹ | دوبله اول با گویندگی عبدالله بوتیمار به‌جای کرک داگلاس، خودش به‌جای آنتونی کوئین، رفعت هاشم‌پور به‌جای کارولین جونز و جلال مقامی به‌جای ارل هالیمن در استودیو مولن‌روژ |
| ریو براوو                                                                                      | ۱۹۵۹ | دوبله اول با گویندگی خودش به‌جای جان وین، چنگیز جلیلوند به‌جای دین مارتین، کاووس دوستدار به‌جای ریکی نلسون در استودیو مولن‌روژ |
| ریو براوو                                                                                      | ۱۹۵۹ | دوبله دوم با گویندگی خودش به‌جای جان وین، چنگیز جلیلوند به‌جای دین مارتین، جلال مقامی به‌جای ریکی نلسون، رفعت هاشم‌پور به‌جای آنجی دیکینسون، عزت‌الله مقبلی به‌جای والتر برنان و وارد باند در استودیو مولن‌روژ |
| زن اونجوری                                                                                     | ۱۹۵۹ | با گویندگی ژاله علو به‌جای سوفیا لورن در استودیو مولن‌روژ |
| در ساحل                                                                                        | ۱۹۵۹ | با گویندگی منوچهر اسماعیلی به‌جای گریگوری پک، فهیمه راستکار به‌جای آوا گاردنر، ناصر طهماسب به‌جای فرد آستر و کاووس دوستدار به‌جای آنتونی پرکینز در استودیو مولن‌روژ |
| سوراخی در سر (در ایران: کله‌پوک)                                                                | ۱۹۵۹ | با گویندگی کاووس دوستدار به‌جای فرانک سیناترا، عزت‌الله مقبلی به‌جای ادوارد جی. رابینسون، ژیلا سلحشور به‌جای النور پارکر، ایران بزرگمهر به‌جای کارولین جونز، بدری نوراللهی به‌جای تلما ریتر و سعید مظفری به‌جای کینان وین در استودیو مولن‌روژ |
| رعد در آفتاب                                                                                   | ۱۹۵۹ | با گویندگی ژاله علو به‌جای سوزان هیوارد و خودش به‌جای جف چندلر |
| آپارتمان                                                                                       | ۱۹۶۰ | با گویندگی منوچهر نوذری به‌جای جک لمون و مهین کسمایی به‌جای شرلی مک‌لین در استودیو مولن‌روژ |
| روانی (در ایران: روح)                                                                          | ۱۹۶۰ | با گویندگی کاووس دوستدار به‌جای آنتونی پرکینز، فهیمه راستکار به‌جای جنت لی، رفعت هاشم‌پور به‌جای ورا مایلز، منوچهر نوذری به‌جای جان گاوین، جلال مقامی به‌جای مارتین بالسام و عبدالله بوتیمار به‌جای جان مک‌اینتایر در استودیو مولن‌روژ |
| یکشنبه‌ها هرگز                                                                                  | ۱۹۶۰ | با گویندگی فهیمه راستکار به‌جای ملینا مرکوری و کاووس دوستدار به‌جای ژول داسن در استودیو مولن‌روژ |
| آلامو                                                                                          | ۱۹۶۰ | با گویندگی خودش به‌جای جان وین، عبدالله بوتیمار به‌جای ریچارد ویدمارک و منوچهر اسماعیلی به‌جای لارنس هاروی در استودیو مولن‌روژ |
| هفت دلاور                                                                                      | ۱۹۶۰ | دوبله اول با گویندگی منوچهر اسماعیلی به‌جای یول برینر، خودش به‌جای ایلای والاک، منوچهر نوذری به‌جای استیو مک‌کوئین، کاووس دوستدار به‌جای هورست بوخهولتس و صادق ماهرو به‌جای چارلز برانسون در استودیو مولن‌روژ |
| میلیونر (در ایران: زیبای میلیونر)                                                              | ۱۹۶۰ | با گویندگی فهیمه راستکار به‌جای سوفیا لورن و منوچهر نوذری به‌جای پیتر سلرز در استودیو مولن‌روژ |
| اکسدوس                                                                                         | ۱۹۶۰ | با گویندگی چنگیز جلیلوند به‌جای پل نیومن، فهیمه راستکار به‌جای اوا ماری سنت، منوچهر نوذری به‌جای پیتر لافورد، خودش به‌جای لی جی. کاب، کاووس دوستدار به‌جای سال مینئو، عزت‌الله مقبلی به‌جای هیو گریفیت در استودیو مولن‌روژ |
| نابخشوده                                                                                       | ۱۹۶۰ | دوبله اول با گویندگی عبدالله بوتیمار به‌جای برت لنکستر و مهین کسمایی به‌جای آدری هپبورن در استودیو مولن‌روژ |
| هاوایی آبی                                                                                     | ۱۹۶۱ | کاووس دوستدار به‌جای الویس پرسلی در استودیو مولن‌روژ |
| دوباره خداحافظ (در ایران: آیا برامس را دوست دارید؟)                                            | ۱۹۶۱ | با گویندگی فهیمه راستکار به‌جای اینگرید برگمن، منوچهر اسماعیلی به‌جای ایو مونتان و کاووس دوستدار به‌جای آنتونی پرکینز در استودیو مولن‌روژ |
| داستان وست ساید                                                                                | ۱۹۶۱ | دوبله اول با گویندگی تاجی احمدی به‌جای ناتالی وود، کاووس دوستدار به‌جای ریچارد بیمر، فریبرز دوستدار به‌جای راس تامبلین، نجمی فروهی به‌جای ریتا مورنو و جلال مقامی به‌جای جرج چاکریس در استودیو دماوند |
| توپ‌های ناوارون                                                                                 | ۱۹۶۱ | دوبله اول با گویندگی منوچهر اسماعیلی به‌جای گریگوری پک، عبدالله بوتیمار به‌جای آنتونی کوئین، کاووس دوستدار به‌جای دیوید نیون و رفعت هاشم‌پور به‌جای ایرنه پاپاس در استودیو مولن‌روژ |
| دکتر نو                                                                                        | ۱۹۶۲ | با گویندگی منوچهر نوذری به‌جای شون کانری، رفعت هاشم‌پور به‌جای اورسولا اندرس و فریبرز دوستدار به‌جای جک لرد در استودیو مولن‌روژ |
| مردی که لیبرتی والانس را کشت                                                                   | ۱۹۶۲ | با گویندگی منوچهر نوذری به‌جای جیمز استوارت، خودش به‌جای جان وین، آذر دانشی به‌جای ورا مایلز، نصرت‌الله حمیدی به‌جای لی ماروین در استودیو مولن‌روژ |
| هاتاری!                                                                                        | ۱۹۶۲ | با گویندگی خودش به‌جای جان وین و فهیمه راستکار به‌جای السا مارتینلی در استودیو مولن‌روژ |
| جاسوس دوجانبه                                                                                  | ۱۹۶۲ | با گویندگی منوچهر اسماعیلی به‌جای ویلیام هولدن و فهیمه راستکار لی‌لی پالمر در استودیو مولن‌روژ |
| فرار بزرگ                                                                                      | ۱۹۶۳ | دوبله اول با گویندگی کاووس دوستدار به‌جای استیو مک‌کوئین در استودیو مولن‌روژ |
| ایرما خوشگله                                                                                   | ۱۹۶۳ | دوبله اول با گویندگی منوچهر نوذری به‌جای جک لمون و نجمی فروهی به‌جای شرلی مک‌لین در استودیو مولن‌روژ |
| مک‌لین‌تاک!                                                                                      | ۱۹۶۳ | با گویندگی خودش به‌جای جان وین، فهیمه راستکار به‌جای مورین اوهارا، رفعت هاشم‌پور به‌جای ایوان دکارلو و نجمی فروهی به‌جای استفانی پاورز در استودیو مولن‌روژ |
| دعوت از یک تیرانداز                                                                            | ۱۹۶۴ | با گویندگی چنگیز جلیلوند به‌جای یول برینر، پروین نویدی به‌جای جنیس رول و کاووس دوستدار به‌جای جرج سگال در استودیو مولن‌روژ |
| بکت                                                                                            | ۱۹۶۴ | با گویندگی منوچهر اسماعیلی به‌جای ریچارد برتون، چنگیز جلیلوند به‌جای پیتر اوتول، فریدون دائمی به‌جای جان گیلگد، پروین نویدی به‌جای مارتیتا هانت و رفعت هاشم‌پور به‌جای پاملا براون در استودیو مولن‌روژ |
| آن مرد از ریو (در ایران: ملاقات در ریو)                                                        | ۱۹۶۴ | با گویندگی کاووس دوستدار به‌جای ژان‌پل بلموندو و ژاله کاظمی به‌جای فرانسواز دورلیاک در استودیو مولن‌روژ |
| قانون بی‌قانونی                                                                                 | ۱۹۶۴ | با گویندگی ایرج ناظریان به‌جای دیل رابرتسون، پروین نویدی به‌جای ایوان دکارلو و فرشید فرزان به‌جای ویلیام بندیکس در استودیو مولن‌روژ |
| پرواز از آشیا (در ایران: پرواز عقاب‌ها)                                                         | ۱۹۶۴ | منوچهر اسماعیلی با بازی یول برینر، عبدالله بوتیمار با بازی ریچارد ویدمارک، جلال مقامی با بازی جرج چاکریس و فهیمه راستکار با بازی دانیله گوبرت در استودیو مولن‌روژ |
| زن پوشالی                                                                                      | ۱۹۶۴ | با گویندگی ژاله کاظمی به‌جای جینا لولوبریجیدا، منوچهر اسماعیلی به‌جای شون کانری و محمود نوربخش به‌جای رالف ریچاردسون در استودیو مولن‌روژ |
| تازه چه خبر پوسی‌کت؟                                                                            | ۱۹۶۵ | با گویندگی منوچهر زمانی به‌جای پیتر سلرز، چنگیز جلیلوند به‌جای پیتر اوتول، نجمی فروهی به‌جای رومی اشنایدر، فهیمه راستکار به‌جای کاپوسین، اصغر افضلی به‌جای وودی آلن و رفعت هاشم‌پور به‌جای اورسولا اندرس در استودیو مولن‌روژ |
| جادهٔ هاله‌لویا                                                                                  |      | دوبله اول |
| پسران کتی الدر                                                                                 | ۱۹۶۵ | با گویندگی خودش به‌جای جان وین و منوچهر اسماعیلی به‌جای دین مارتین |
| آقای موسی                                                                                      | ۱۹۶۵ | با گویندگی خودش به‌جای رابرت میچام و نجمی فروهی به‌جای کارول بیکر |
| در راه خطر                                                                                     | ۱۹۶۵ | با گویندگی خودش به‌جای جان وین |
| ژودیت                                                                                          | ۱۹۶۶ | با گویندگی ژاله کاظمی به‌جای سوفیا لورن، فتح‌الله منوچهری به‌جای پیتر فینچ و محمود نوربخش به‌جای جک هاوکینز |
| پنج ورق سرنوشت                                                                                 | ۱۹۶۸ | با گویندگی منوچهر زمانی به‌جای دین مارتین، خودش به‌جای رابرت میچام، ژاله کاظمی به‌جای اینگر استیونس و جلال مقامی به‌جای رادی مک‌داول |
| شجاعت واقعی                                                                                    | ۱۹۶۹ | با گویندگی خودش به‌جای جان وین، به‌جای گلن کمپل و زهره شکوفنده به‌جای کیم داربی |
| ریو لوبو                                                                                       | ۱۹۷۰ | با گویندگی خودش به‌جای جان وین |
| جیک بزرگ                                                                                       | ۱۹۷۱ | با گویندگی خودش به‌جای جان وین، ایرج ناظریان به‌جای ریچارد بون و ایران بزرگمهر به‌جای مورین اوهارا |
| سارقین قطار (در ایران: دزد و دزد خوشگله)                                                       | ۱۹۷۳ | با گویندگی خودش به‌جای جان وین، ژاله کاظمی به‌جای آن مارگرت و راد تیلور |
| مک‌کیو                                                                                          | ۱۹۷۴ | با گویندگی خودش به‌جای جان وین |
| روستر کاگبرن                                                                                   | ۱۹۷۵ | با گویندگی خودش به‌جای جان وین و زهره شکوفنده به‌جای کاترین هپبورن |
| تیرانداز (در ایران: آخرین تیرانداز)                                                            | ۱۹۷۶ | با گویندگی خودش به‌جای جان وین و رفعت هاشم‌پور به‌جای لورن باکال |
| آشپز هنگ، عیالوار، کشتی رو به باد نده، سیندرفلا، محبوب زن‌ها، خونه شاگرد، پاتسی، بی‌نظم منظم، و… |      | همگی با گویندگی حمید قنبری به‌جای جری لوئیس |
| مجموعه فیلم‌های باد اسپنسر                                                                      |      | همگی با گویندگی خودش به‌جای باد اسپنسر |

### ایرانی[۱]
| نام اثر                        | به جای         | در نقش         | ساخته     |
| ------------------------------ | -------------- | -------------- | --------- |
| مرا ببخش                       |                |                | ۱۳۲۴      |
| جبار سر جوخه فراری (دوبله اول) | محمدعلی فردین  |                |           |
| سریال روزی روزگاری             | فاضل اجبوری    | برزو خان       |           |
| عروسی خون                      | منوچهر حامدی   |                | ۱۳۷۲      |
| ترانزیت                        | منوچهر حامدی   |                |           |
| هی جو                          | فتحعلی اویسی   |                |           |
| سریال کارآگاه                  | فرهاد خانمحمدی | آسپیران دودکار | حسن هدایت |
| آینه (فیلم ۱۳۷۶)               |                |                |           |